# Super 2000

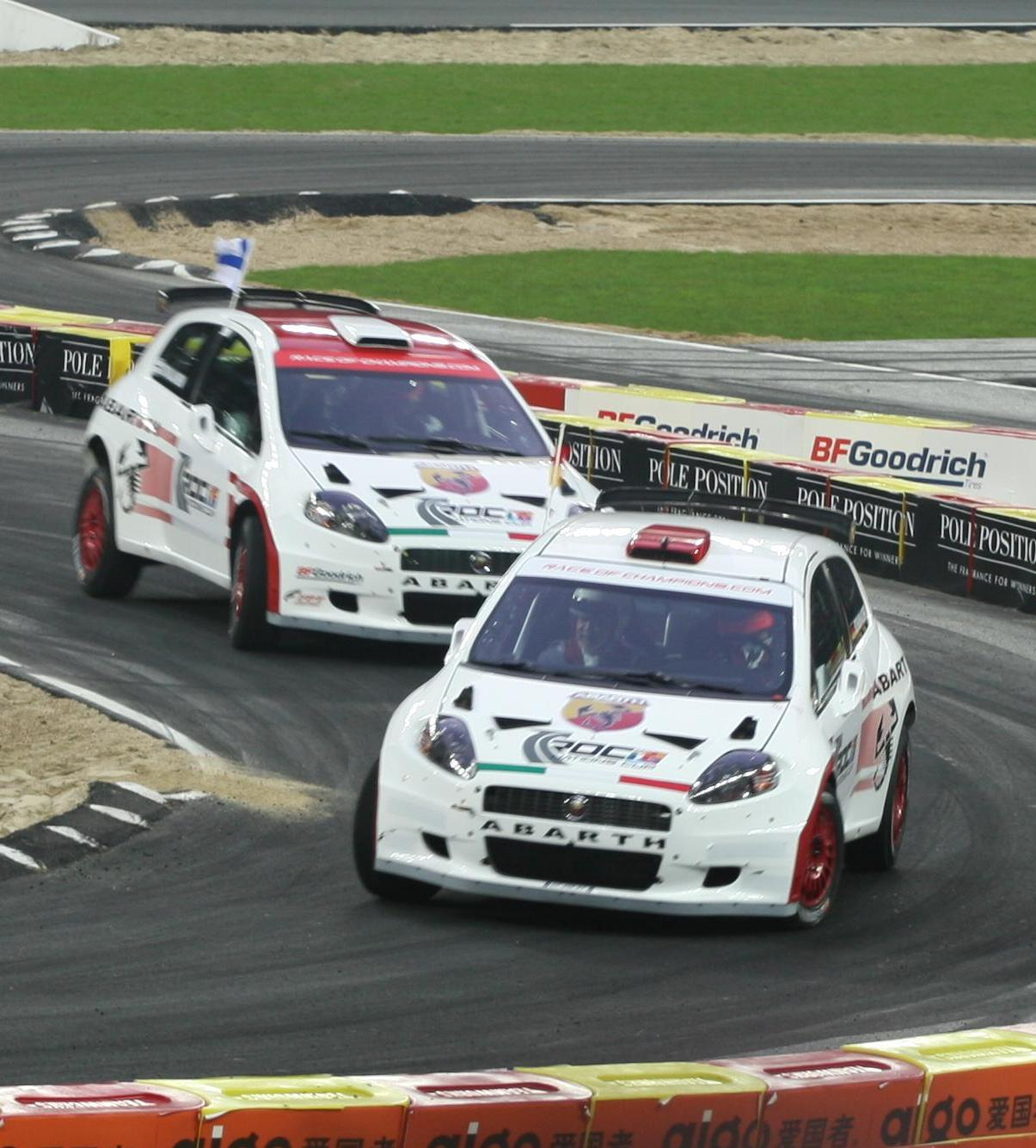
Fiat Grande Punto S2000 Abarths на гонке чемпионов 2007

Super2000 — это категория FIA для легковых автомобилей. Класс используется как в кольцевых гонках, так и в ралли, в соответствующих вариантах.

## Технический регламент

### Кольцевые гонки
В группу S2000 допускались автомобили длиной не менее 4,2 метра с четырёхдверным кузовом (седан или хетчбэк), приводом на одну ось. Двигатели бензиновые атмосферные, с рабочим объёмом до двух литров. Максимальное число цилиндров двигателя — шесть. Для 4-, 5- и 6-цилиндровых двигателей установлены различные значения максимальных оборотов:
- для 4-цилиндровых — 8500 об/мин;
- для 5-цилиндровых — 8750 об/мин;
- для 6-цилиндровых — 9000 об/мин.

Максимальная степень сжатия — 11:1. Средняя мощность двигателей S2000 — 270—290 л. с.

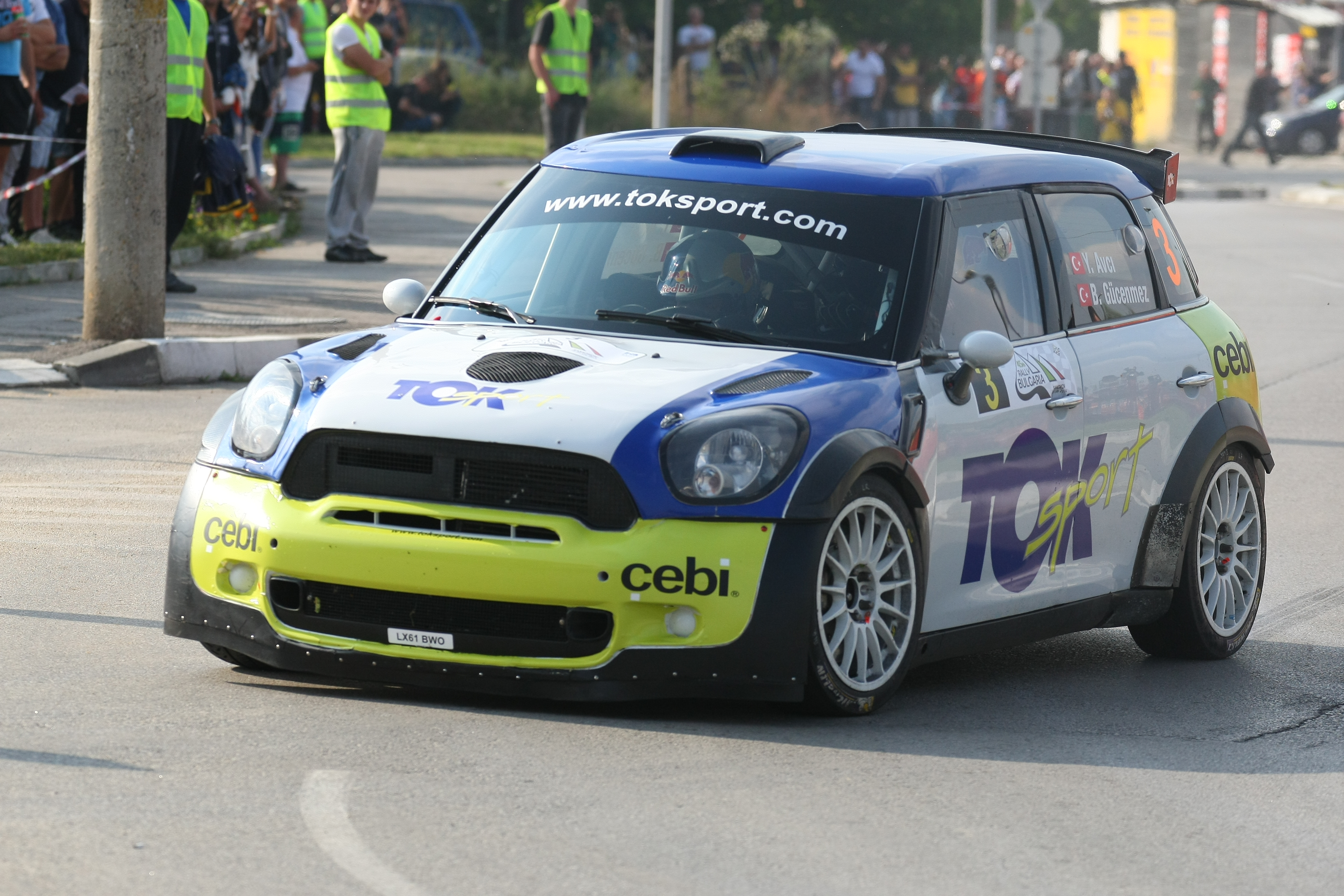
Авджи Ягиз и Гюченмез Бахадир, Mini Cooper S2000 1.6T LX61 BWO Toksport class RC2 in Rallye Bulgaria 2014

Коробки переключения передач могли быть двух типов: 5-ступенчатые кулачковые, созданные на основе серийной КПП или 6-ступенчатые секвентальные (с последовательным переключением). В случае применения секвентальной КПП, на автомобиль дополнительно догружалось 30 кг балласта. Минимальные вес автомобилей составляли: для заднего привода — 1140 кг, для переднего привода — 1110 кг.
Конструкция подвески не может быть изменена и остаётся как у серийного образца. При модернизации допускается лишь усиление отдельных элементов шасси (применение спортивных пружин, амортизаторов, стабилизаторов поперечной устойчивости, шарниров). При этом уменьшать дорожный просвет ниже 80 мм запрещено.
Разрешены передние тормозные диски диаметром не более 332 мм и четырёхпоршневые суппорты, задние — 265 мм (при замене изначальных барабанных на дисковые). Колёса размерностью 17,78 см (17 дюймов), моношина и омологированные специально для Super 2000 аэродинамические элементы кузова.
С 2007 года дополнительно введена категория Diesel 2000(S2000D) для дизельных автомобилей. Рабочий объём тот же — до двух литров, турбонаддув не ограничен до 2009 года. При меньшей мощности — 250—260 л. с. против 290 л. с. у бензиновых машин — дизели имели больший крутящий момент — примерно 425 Н·м против 230 Н·м, что позволяло иметь более длинные передачи в КПП, и соответственно, более высокую максимальную скорость.
За исполнением регламента в чемпионате мира следило кузовное бюро FIA (TouringCar Bureau), которое озабочено равенством возможностей выступающих автомобилей. Несмотря на наличие казалось бы единых правил, TouringCar Bureau разрешала командам проводить дополнительные изменения, с целью увеличения их конкурентоспособности. Так, машинам Chevrolet Lacetti в 2006—2007 годах было разрешено использовать двигатели со степенью сжатия 12:1. Дополнительно Бюро разрешало облегчение или утяжеление автомобиля, если считало, что это должно сделать борьбу более плотной.

## Спортивные чемпионаты

### Ралли
Под таким же названием — S2000 — в 2006 году был выпущен регламент для раллийных соревнований IRC, как менее дорогая альтернатива WRC. Машины имели серийный кузов, но без ограничений на число дверей, такой же атмосферный двигатель и стандартную полноприводную трансмиссию.
Раллийный регламент S2000 был принят в IRC (2006-2012), ERC (в 2006-2014 годах), а также различных национальных чемпионатах. Он же стал основой для регламента WRC, вступившего в силу с 2011 года, и отличающегося двигателем объёмом 1600 см³ с турбонаддувом и расширенным аэродинамическим пакетом.
В 2010 году в рамках чемпионата мира по ралли вводился кубок для автомобилей Super 2000 (‘WRC Cup’ for Super 2000 cars)

### Чемпионаты S2000
Технический регламент Super 2000 стал основой для многих национальных кузовных чемпионатов, а также мирового чемпионата WTCC. В 2003 году на S2000 перешёл шведский чемпионат STCC, в 2004 — датский DTC и немецкий ADAC Procar. С 2007 года на S2000 полностью переходят британский чемпионат BTCC (с 2010 переходит на другой регламент), итальянский ITCC, и российский RTCC (класс Туринг).
С 2011 г. начинается сужение географии распространения S2000 — новый регламент принят в WTCC и BTCC, причём если в чемпионате мира машины изменятся в меньшей степени, главным образом за счёт новых двигателей, то британская концепция NGTC отходит от идеи S2000 достаточно далеко.